# Phreagena okutanii
Phreagena okutanii is een tweekleppigensoort uit de familie van de Vesicomyidae. De wetenschappelijke naam van de soort is voor het eerst geldig gepubliceerd in 1997 door Kojima & Ohta.